# Erland Erlandsen
Erland Erlandsen (død 23. august 1276) var udvalgt ærkebisp, bror til ærkebisp Jakob Erlandsen.
Han nævnes som kannik i Lund 1256 og som ærkedegn 1262. Ligesom andre medlemmer af denne slægt stillede han sig under broderens kamp mod kongerne Christoffer og Erik på disses side, og eftersom han ikke overholdt det landet pålagte interdikt, lyste den pavelige legat Guido "Erlandsen, som giver sig ud for Ærkedegn," i band (1267). Da Jakob Erlandsen døde 18. februar 1274, blev Erland Erlandsen vistnok ved kong Eriks indflydelse valgt til hans efterfølger 15. april samme år. Inden den pavelige stadfæstelse var erhvervet, døde han imidlertid 23. august 1276.